# Crkva sv. Ante u Bisku
Crkva sv. Ante, crkva u Bisku, općina Dicmo, zaštićeno kulturno dobro

## Opis dobra
Crkva sv. Ante podignuta je kod zaseoka Bulati u Bisku. Jednobrodna crkva građena je masivnim kamenom bez prozora i s klesanom preslicom na pročelju. Podignuta je pol. 18. st. kao obiteljska kapela obitelji Bulat. Na glavnom oltaru je oslikani drveni antependij.

## Zaštita
Pod oznakom RST-1088 zavedena je kao nepokretno kulturno dobro - pojedinačno, pravna statusa zaštićena kulturnog dobra, klasificirano kao "sakralna graditeljska baština".